# シェルトン・クォールズ
シェルトン・クォールズ（Shelton Quarles 1971年9月11日- ）は、アメリカ合衆国テネシー州ナッシュビル出身の元アメリカンフットボール選手。ポジションはラインバッカー。

## 経歴
地元の高校時代、通算30サック、505タックル、5インターセプトをあげて3年次には州のファーストチームに選ばれた。ヴァンダービルト大学に進学、サウスイースタン・カンファレンスのセカンドチームに選ばれた。1994年にマイアミ・ドルフィンズとフリーエージェントで契約したがトレーニングキャンプでカットされた。1995年、1996年と2年間、CFLのBCライオンズでプレーした後、1997年にタンパベイ・バッカニアーズに入団した。1999年にストロングサイドのアウトサイドラインバッカーとなった。2001年のグリーンベイ・パッカーズ戦ではチーム記録となる98ヤードのインターセプトリターンTDを決めた。2002年にはミドルラインバッカーにコンバートされたがプロボウルに選出される活躍で第37回スーパーボウル優勝に貢献、チャンピオンリングを獲得した。2007年のドラフト前にチームからカットされて現役を引退、その後バッカニアーズでスカウトを務めている。

## 人物・エピソード
2003年5月にはニューヨーク・ジェッツのマービン・ジョーンズと共にアメリカンボウルのプロモーションのために来日した際、大相撲の東関部屋に体験入門した。